# Liste der Biografien/Aml
Liste der Biografien |
Portal Biografien |
Personensuche
# |
A |
B |
C |
D |
E |
F |
G |
H |
I |
J |
K |
L |
M |
N |
O |
P |
Q |
R |
S |
T |
U |
V |
W |
X |
Y |
Z |
?
 
Aa |
Ab |
Ac |
Ad |
Ae |
Af |
Ag |
Ah |
Ai |
Aj |
Ak |
Al |
Am |
An |
Ao |
Ap |
Aq |
Ar |
As |
At |
Au |
Av |
Aw |
Ax |
Ay |
Az
 
Ama |
Amb |
Amc |
Amd |
Ame |
Amf |
Amg |
Amh |
Ami |
Amj |
Amk |
Aml |
Amm |
Amn |
Amo |
Amp |
Amr |
Ams |
Amt |
Amu |
Amw |
Amy |
Amz
Die Liste der Biografien führt alle Personen auf, die in der deutschsprachigen Wikipedia einen Artikel haben. Dieses ist eine Teilliste mit 25 Einträgen von Personen, deren Namen mit den Buchstaben „Aml“ beginnt.

## Aml

### Amla
- Amla, Hashim (* 1983), südafrikanischer Cricketspieler
- Amlacher, Albert (1847–1939), deutscher Lyriker, Essayist, Übersetzer und Hochschullehrer
- Amlacher, Michael (1882–1964), österreichischer Politiker (SDAP), Landtagsabgeordneter, Abgeordneter zum Nationalrat
- Amlak, Felix Maria Ghebre (1895–1934), äthiopischer Ordensgeistlicher

### Amle
- Amlee, Jessica (* 1994), kanadische SchauspielerinJessica Amlee (* 1994)

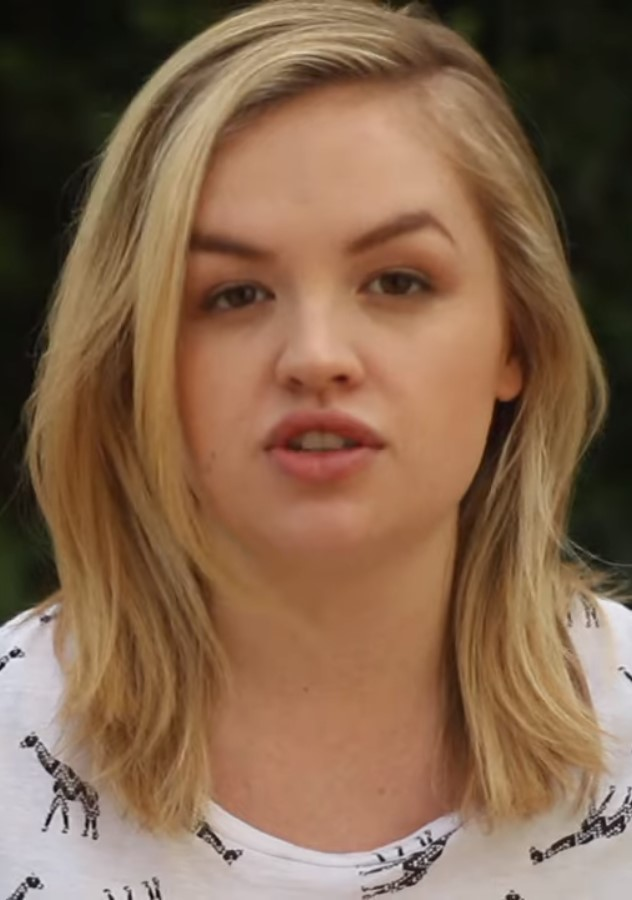
Jessica Amlee (* 1994)

- Amlehn, Paul (1867–1931), Schweizer Bildhauer
- Amler, Gunter (* 1953), deutscher Fußballspieler
- Amler, Hans (1933–2022), deutscher Politiker (CSU), Bürgermeister in Ingolstadt
- Amler, Michaela (* 1954), deutsche Synchronsprecherin und Schauspielerin
- Amler, Siegbert (1929–2019), deutscher Bildhauer und Graphiker

### Amli
- Amlie, Thomas Ryum (1897–1973), US-amerikanischer Politiker
- Amling, Christian (1953–2019), deutscher Physiker, Schriftsteller, Stadtrat und Galerist
- Amling, Franz (1853–1894), deutscher Maler
- Amling, Jacob (1630–1698), deutscher Mediziner und Hofmathematiker der Würzburger Fürstbischöfe
- Amling, Max (1934–2017), deutscher Politiker (SPD), MdB
- Amling, Thomas (* 1965), deutscher Betriebswirt
- Amling, Wolfgang (1542–1606), deutscher reformierter Theologe und Konfessionalist
- Amling, Wolfgang jun. (1569–1613), deutscher Jurist
- Amlinger, Carolin (* 1984), deutsche Literaturwissenschaftlerin und Soziologin

### Amlo
- Amlong, Joseph (1936–2019), US-amerikanischer Ruderer
- Amlong, Thomas (1935–2009), US-amerikanischer Ruderer
- Amlosom, Nguse (* 1986), eritreischer Langstreckenläufer
- Amlot, Douglas Lloyd (1910–1979), britischer Offizier der Luftstreitkräfte des Vereinigten Königreichs
- Amloud, Ayoub El (* 1994), marokkanischer Fußballspieler

### Amlu
- Amlung, Georg (1896–1973), deutscher Politiker (SPD), MdHB und Gewerkschafter